# Chamaedorea smithii
Chamaedorea smithii är en enhjärtbladig växtart som beskrevs av Alwyn Howard Gentry. Chamaedorea smithii ingår i släktet Chamaedorea och familjen Arecaceae. Inga underarter finns listade i Catalogue of Life.